# 1927 en Lorraine
Chronologie de la Lorraine
- 1923
- 1924
- 1925
- 1926
- 1927
- 1928
- 1929
- 1930
- 1931

Cette page est une liste d'événements qui se sont produits durant l'année 1927 et qui concernant la Lorraine.

## Événements

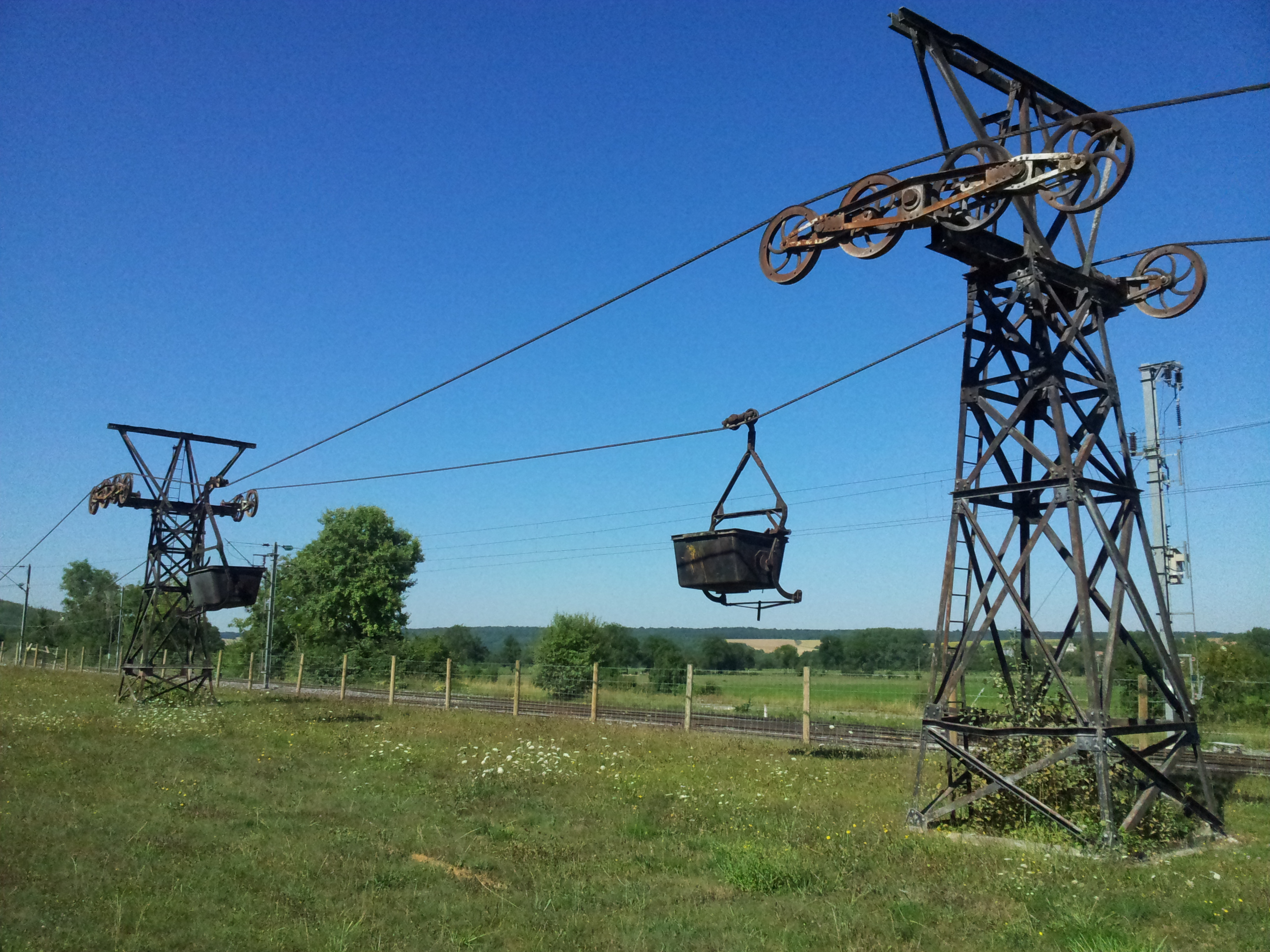
Vue d'ensemble de deux pylônes et deux bennes du TP Max exposés à l'entrée de la carrière Solvay de Saint-Germain-sur-Meuse

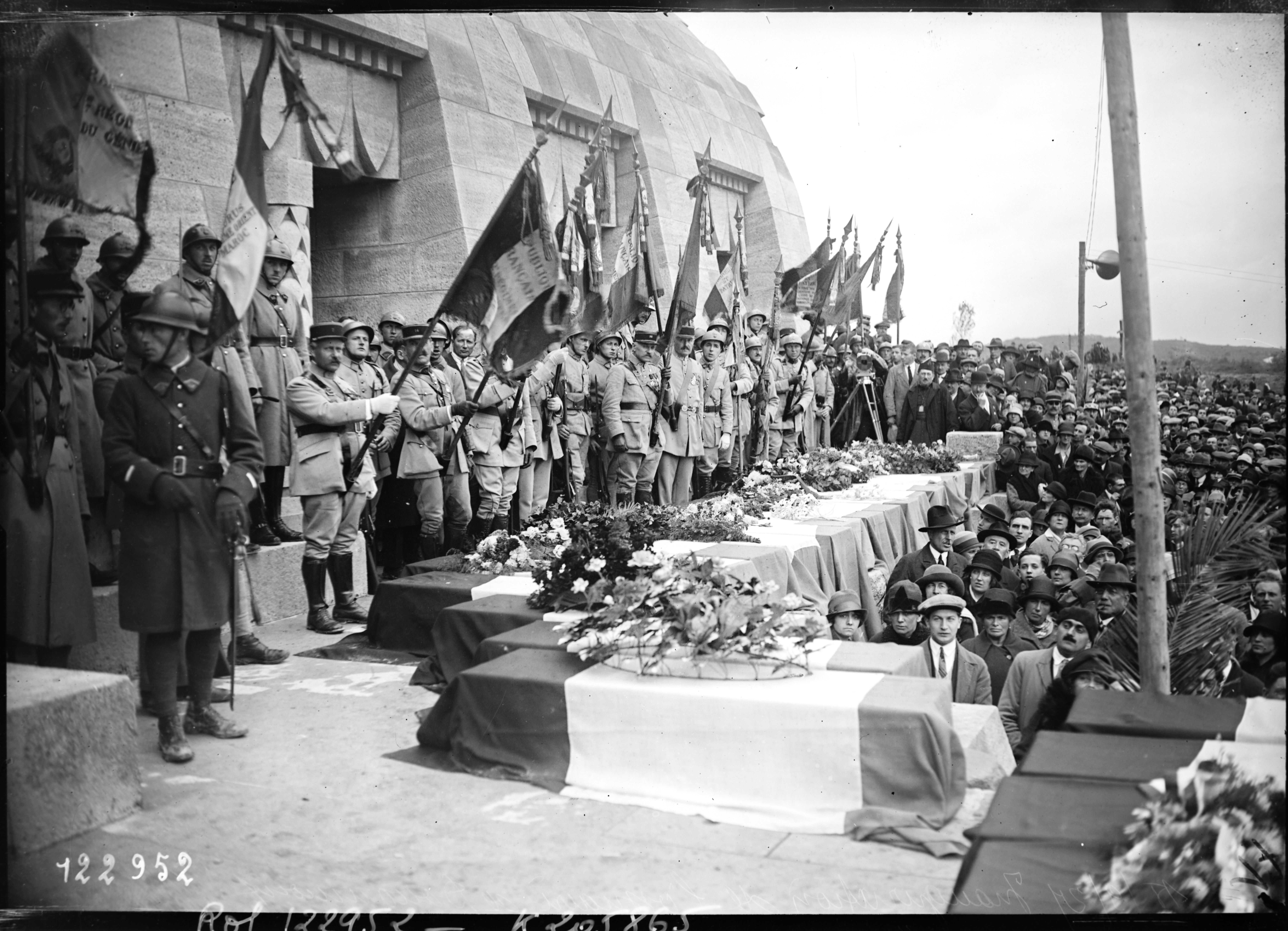
Inauguration de l'ossuaire de Douaumont, arrivée des cercueils des soldats anonymes.

- Mise en service du transporteur aérien Maxéville-Dombasle, surnommé TP Max, qui était une ligne de transport par câble aérien industrielle et privée de 18 kilomètres ayant fonctionné de 1927 à 1984 dans la région de Nancy en Lorraine. Elle assurait le transport du bâlin (calcaire oolithique du Bajocien supérieur) issu des carrières de Maxéville jusqu'à l'usine Solvay, située à Dombasle-sur-Meurthe. Outre sa longueur, le TP Max détient le record de durée de fonctionnement d'une telle installation (près de 60 ans)[1].
- Maurice Flayelle est réélu au sénat avec l'étiquette de l'URD. Issu d'une famille vosgienne fortunée, il est actionnaire de plusieurs affaires industrielles et thermales et siège à leur conseil d'administration. Il est également actionnaire de plusieurs affaires de presse, qui sont proches de ses convictions et qui servent sa carrière politique.
- Construction de l'Hippodrome de Nancy-Brabois[2].

- 19 juin : Raymond Poincaré, président de la République, inaugure à Lunéville le monument aux morts des Bosquets[3]. Le monument réunit deux symboles de Lunéville. Deux femmes, allégories traditionnelles de la patrie et deux chevaux puisque Lunéville hébergeait la deuxième division de cavalerie qui l'avait fait surnommée la cité cavalière[4].
- 14 juillet : la 21ème étape du tour de France arrive à Metz. Le départ avait été donné à Strasbourg. Le luxembourgeois Nicolas Frantz remporte l'étape, 165 km en 5h24'54", et conforte le maillot jaune qu'il porte depuis plusieurs étapes[5].
- 15 juillet : le tour de France part de Metz en direction de Charleville. L'étape de 159 kilomètres sera remportée par le Belge  Hector Martin[6].
- 17- 18 septembre : transfert solennel de l'ossuaire provisoire à l'ossuaire définitif, encore en construction, des 52 cercueils représentant les secteurs de la bataille de Verdun[7],[8],[9]. Inauguration officielle de l'Ossuaire de Douaumont[10].

## Inscriptions ou classements aux titre des monuments historiques

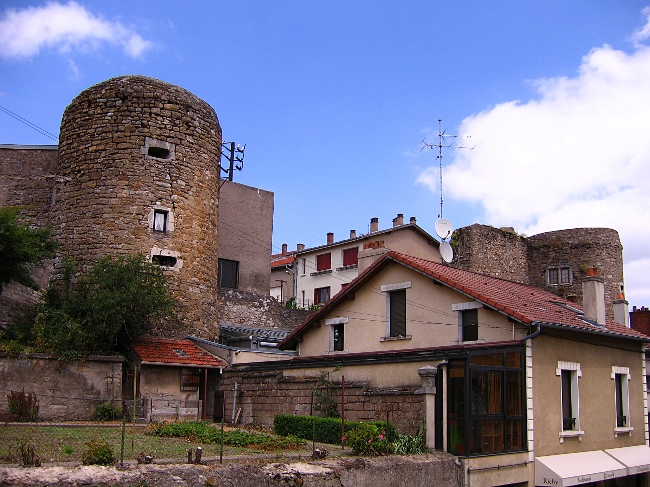
Château de Dieulouard en 2008.

- En Meurthe-et-Moselle : Chapelle de Blanzey[11], Abbaye de Haute-Seille[12], Château de Dieulouard[13], Tour de la Commanderie Saint-Jean-du-Vieil-Aître[14], Hôtel Ferraris à Nancy[15]; Hôtel du marquis de ville à Nancy[16]

- En Meuse : Porte Châtel[17]

- Dans les Vosges :  Maison des Arcades de Plombières-les-Bains[18]

## Naissances

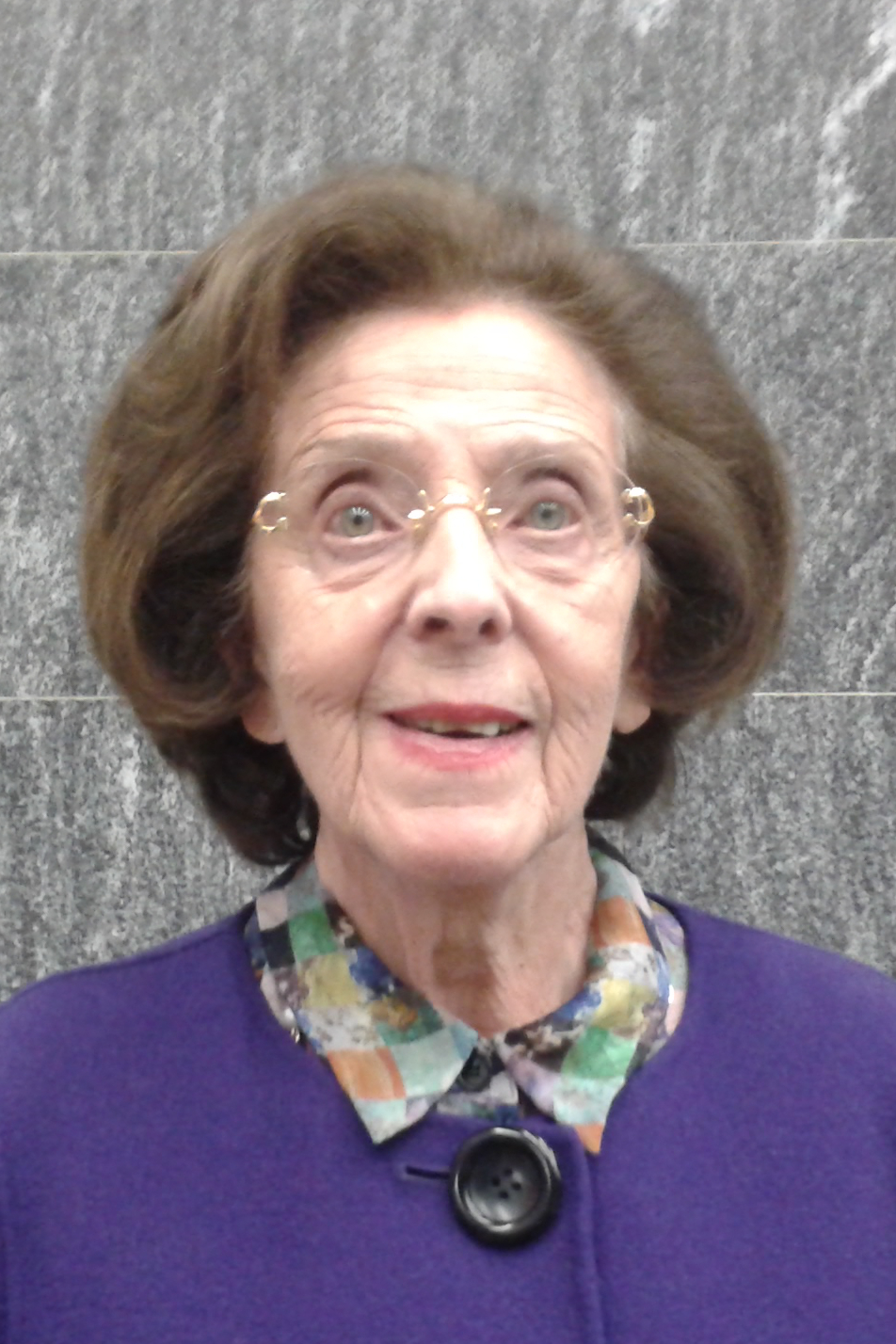
Paulette Angel-Rosenberg

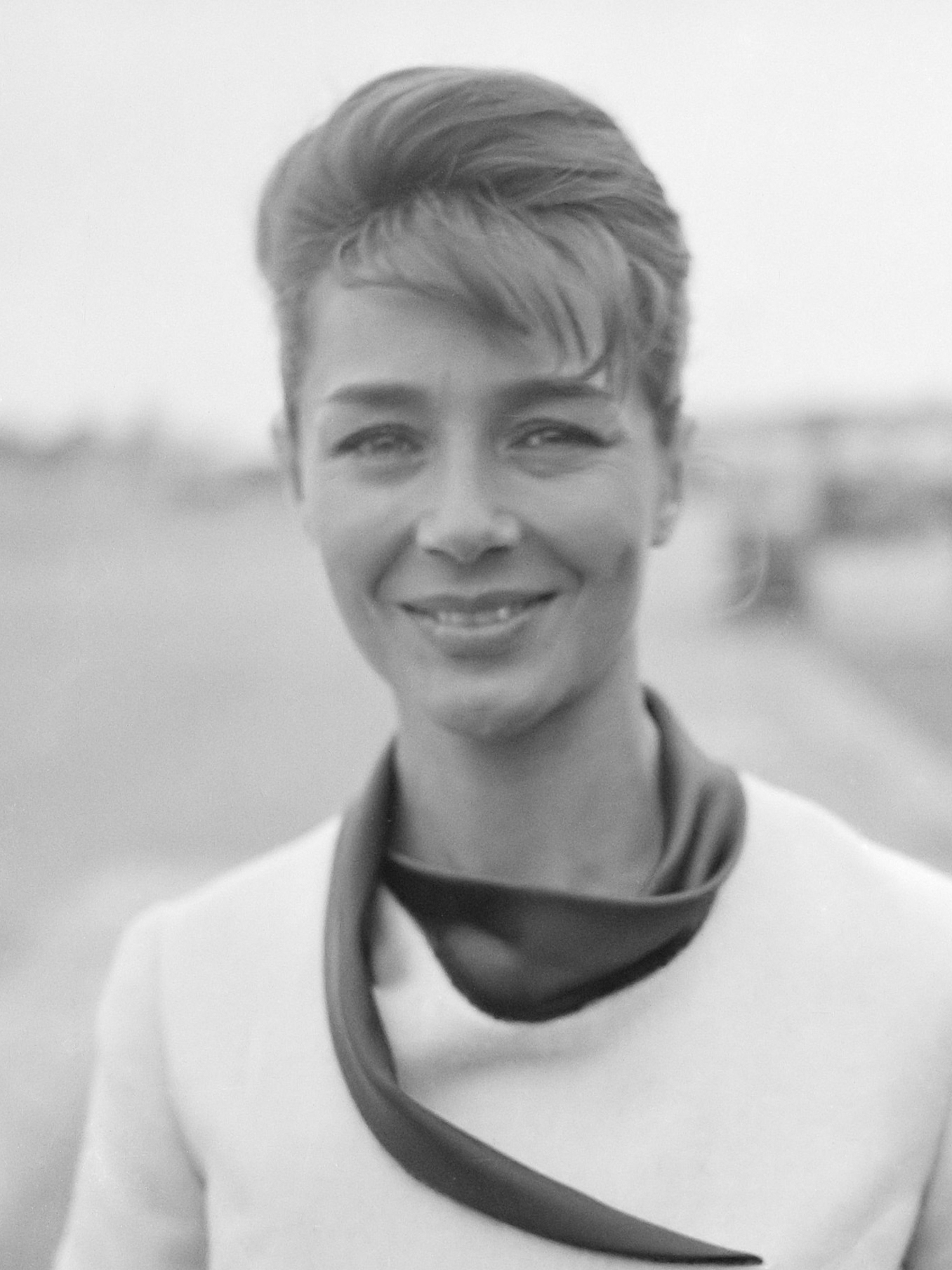
Emmanuelle Riva.

- 18 janvier à Mancieulles : Wladislas Grabkowiack, footballeur français, mort le 6 avril 2008 à Hayange (Moselle). Ce milieu de terrain a effectué l'intégralité de sa carrière professionnelle au FC Metz.
- 24 janvier à Nancy : Jean Paon, joueur de pétanque français, décédé le 27 février 2014 à Cannes[19].
- 6 février à Nancy : Jacques Krier, mort le 25 août 2008 à Digne-les-Bains[20],[21], réalisateur, scénariste et écrivain français.
- 8 février à Thionville : Claude Weisbuch, mort le 13 avril 2014 à Paris[22],[23], peintre, dessinateur et graveur français.
- 24 février à Cheniménil : Paulette Germaine Riva, dite Emmanuelle Riva[24], actrice de cinéma et de théâtre, et poétesse française , morte le 27 janvier 2017 dans le 16e arrondissement de Paris[25],[26].
- 3 mars à Merlebach : Ferenc Nyers, footballeur franco-hongrois. Il évoluait au poste d'attaquant. Il est le frère d'István Nyers, footballeur ayant notamment joué à l'Inter de Milan.
- 8 mars à Nancy : François Chenique [ʃə.ni.k], mort le 8 janvier 2012 à Levallois-Perret)[27], essayiste français, auteur d'études sur l'ésotérisme.
- 11 mars à Laxou : Odette Drand-Heymann, morte le 6 janvier 2019 à Nancy, fleurettiste française.
- 14 mars à Nancy : Clément Hurel (qui signe Hurel ou Clem-Hurel), affichiste français, mort le 12 février 2008 à Paris 18e.
- 5 avril à Saint-Dié : Roger Souchal, décédé le 8 juin 2014 au CHU de Nancy[28], résistant, avocat et homme politique français.
- 17 mai  à Metz : Pierre Guisolphe , Ambassadeur de l'Ordre souverain de Malte. Ancien militaire, il est ambassadeur émérite de cet Ordre depuis 2009.
- 21 mai à Nancy : Jacques Guerrier de Dumast, décédé le 6 mai 2017[29] à Rueil-Malmaison[30], banquier français, PDG de Fidelity Bank France de 1973 à 1978, président de la Banque de la Méditerranée (Beyrouth puis Paris) de 1974 à 1980, et président de SBS France de 1992 à 1998.
- 1 juillet à Villerupt : Gérard Caillat, mort le 21 septembre 2001 à Paris 14e[31], aviateur français.
- 4 août à Lunéville : Gilbert Bauvin, ancien coureur cycliste professionnel français. Il finit deuxième du Tour de France 1956.
- 8 août à Verdun : Michel Blairet, mort à Saint-Brieuc (Côtes-d'Armor) le 16 mars 2016, a consacré une grande partie de sa vie au militantisme sportif et associatif. Toutes ces actions, ainsi que son engagement volontaire dans l'armée française, lui ont valu de nombreuses distinctions et récompenses.
- 14 août à Sarrebourg : Léon Strauss, universitaire et historien français, spécialiste de l'histoire de l'Alsace des XIXe et XXe siècles. Agrégé d'histoire, maître de conférences honoraire à l'Université de Strasbourg, il a particulièrement étudié l'histoire du syndicalisme et du mouvement ouvrier, ainsi que l'histoire de la gauche en Alsace[32].
- 25 août à Nancy : Marianne Mulon, décédée le 3 octobre 2011, archiviste et linguiste française.
- 27 août à Gérardmer : Gilbert André, mort le 3 octobre 2018[33] à Modane en Savoie, homme politique français.
- 6 septembre à Troisfontaines : Émile Daniel, mort le 2 janvier 2016[34],[35] à Lagardelle-sur-Lèze[36] (Haute-Garonne), footballeur français évoluant au poste d'ailier droit. Il a également été entraîneur de plusieurs équipes professionnelles.
- 13 septembre à Joudreville : Wladislaw Kowalski, footballeur français, mort le 15 avril 2007[37] à Thouars (Deux-Sèvres).
- 19 septembre à Bonvillers-Mont : Stéphane Brezniak, footballeur français , mort le 19 février 2018 à Verdun.
- 14 octobre à Metz : Paulette Angel, née Paulette Perle Rosenberg, survivante de la Shoah engagée dans le témoignage sur les événements de la Seconde Guerre mondiale. Elle se rend régulièrement dans les écoles et institutions suisses pour transmettre ses souvenirs aux jeunes générations.
- 19 octobre à Lunéville : Jean Bastien-Thiry, fusillé le 11 mars 1963 au fort d'Ivry, ingénieur militaire français, avec rang de lieutenant-colonel de l'Armée de l'air, connu pour avoir organisé et dirigé l'attentat du Petit-Clamart, le 22 août 1962, dans le but d'assassiner le général de Gaulle, alors président de la République.
- 27 novembre à Nancy : Guy Fallot[38], violoncelliste français, mort le 25 juillet 2018 à Lausanne (Suisse).
- 6 décembre à Freyming-Merlebach : Frédéric Hulot[39], romancier et historien français, connu notamment pour ses biographies de maréchaux d'Empire.
- 7 décembre à Nancy : Henri Zajdenwerger dit Henri Zajdenwergier, juif français, né de parents polonais. Il est le dernier survivant et témoin du convoi no 73, en date du 15 mai 1944, du camp de Drancy à Kaunas (Lituanie) et Reval (aujourd'hui Tallinn) en Estonie.
- 13 décembre à Magny : Henri Baillot, mort le 9 novembre 2000 à Gorze, est un footballeur international français des années 1940 et 1950.

## Décès
- 1 février à Nancy : Henry Boucher, né le 19 septembre 1847 à Bruyères en Lorraine, homme politique français.
- 16 mai à Nancy : Émile Goutière-Vernolle (1855-1927), journaliste régionaliste, critique d'art, avocat et membre fondateur de l'École de Nancy.
- 29 septembre à Morey  : Georges Ducrocq, né à Lille, le 5 juillet 1874, explorateur, écrivain et poète français.
- 15 novembre à Nancy : Joseph Guth[40], ébéniste français, né le 14 avril 1860 à Paris.